# Peruštica
Peruštica (búlgaro:Перущица) é uma cidade da Bulgária, localizada no distrito de Plovdiv. A sua população era de 5,194 habitantes segundo o censo de 2010.

## População
| Peruštica | Peruštica | Peruštica | Peruštica | Peruštica | Peruštica | Peruštica | Peruštica | Peruštica | Peruštica | Peruštica | Peruštica | Peruštica | Peruštica | Peruštica | Peruštica | Peruštica | Peruštica | Peruštica | Peruštica |
| --- | --------- | --------- | --------- | --------- | --------- | --------- | --------- | --------- | --------- | --------- | --------- | --------- | --------- | --------- | --------- | --------- | --------- | --------- | --------- |
| Ano | 1887      | 1910      | 1934      | 1946      | 1956      | 1965      | 1975      | 1985      | 1992      | 2001      | 2002      | 2003      | 2004      | 2005      | 2006      | 2007      | 2008      | 2009      | 2010      |
| População |           |           |           | …         | …         | …         | 5,875     | 5,707     | 5,586     | 5,387     | 5,385     | 5,376     | 5,381     | 5,359     | 5,344     | 5,335     | 5,239     | 5,209     | 5,194     |
| Fontes: Instituto Nacional de Estatísticas, „citypopulation.de“, „pop-stat.mashke.org“, Bulgarian Academy of Sciences |           |           |           |           |           |           |           |           |           |           |           |           |           |           |           |           |           |           |           |